# Frances Rafferty
Frances Rafferty est une actrice américaine, née le 16 juin 1922 à Sioux City dans l'Iowa, et morte le 18 avril 2004 à Paso Robles, en Californie.

## Filmographie partielle
- 1942 : Fingers at the Window
- 1942 : The War Against Mrs. Hadley de Harold S. Bucquet
- 1942 : Sept amoureuses (Seven Sweethearts), de Frank Borzage : George Van Maaster
- 1943 : L'Amour travesti (Slightly dangerous), de Wesley Ruggles
- 1943 : Lily Mars vedette (Presenting Lily Mars), de Norman Taurog
- 1943 : Dr. Gillespie's Criminal Case de Willis Goldbeck
- 1943 : Hitler's Madman de Douglas Sirk : Annaliese Cermak
- 1943 : Pilot N° 5 de George Sidney
- 1943 : Young Ideas, de Jules Dassin : une étudiante
- 1943 : Swing Shift Maisie de Norman Z. McLeod
- 1943 : Fou de girls (Girl Crazy) de Norman Taurog et Busby Berkeley : Marjorie Tait
- 1943 : La Parade aux étoiles (Thousands Cheer), de George Sidney : Marie Corbino
- 1944 : Broadway Rhythm, de Roy Del Ruth
- 1944 : Les Fils du dragon (Dragon Seed), de Jack Conway et Harold S. Bucquet
- 1944 : Barbary Coast Gent (en) de Roy Del Ruth
- 1944 : Madame Parkington (Mrs. Parkington), de Tay Garnett : Jane Stilham
- 1944 : L'Œil caché (The Hidden Eye), de Richard Whorf
- 1945 : Abbott et Costello à Hollywood (Abbott and Costello in Hollywood) de S. Sylvan Simon
- 1946 : L'Ange et le Bandit (Bad Bascomb) de S. Sylvan Simon
- 1947 : Dernière lune de miel (Lost Honeymoon) de Leigh Jason
- 1947 : The Adventures of Don Coyote, de Reginald Le Borg
- 1947 : La Bande à Curley (Curley) de Bernard Carr
- 1948 : Une femme opprimée (Money Madness) de Sam Newfield
- 1948 : Lady at Midnight de Sam Newfield
- 1949 : An Old-Fashioned Girl d'Arthur Dreifuss
- 1952 : Rodeo de William Beaudine
- 1954 : Terreur à Shanghaï (The Shanghai Story) de Frank Lloyd
- 1961 : Wings of Chance d'Eddie Dew